# Aartsbisdom Madrid
Het aartsbisdom Madrid (Latijn: Archidioecesis Matritensis; Spaans: Archidiócesis de Madrid) is een in Spanje gelegen rooms-katholiek aartsbisdom met zetel in de stad Madrid. De aartsbisschop van Madrid is metropoliet van de kerkprovincie Madrid waartoe ook de volgende suffragane bisdommen behoren:
- Bisdom Alcalá de Henares
- Bisdom Getafe

## Geschiedenis
Het bisdom Madrid-Alcalá werd op 7 maart 1885 opgericht uit gebiedsdelen van het aartsbisdom Toledo. Op 25 maart 1964 werd het bisdom door paus Paulus VI met de apostolische constitutie Romanorum Pontificum verheven tot aartsbisdom zonder de status van metropool. Op 23 juli 1991 werd door paus Johannes Paulus II met de apostolische constitutie Cum Venerabilis de kerkprovincie Madrid gecreëerd. Hierbij werd Madrid verheven tot metropool. De bisdommen Alcalá de Henares en Getafe werden tegelijkertijd van het gebied afgesplitst en suffragaan aan Madrid. Sinds 1971 wordt aan de aartsbisschop van Madrid traditioneel kardinaal gecreëerd. 

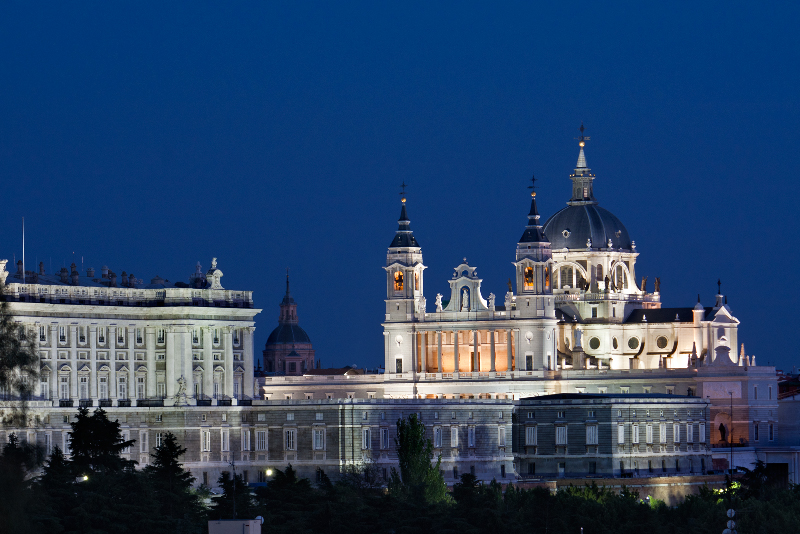
Kathedraal van Madrid
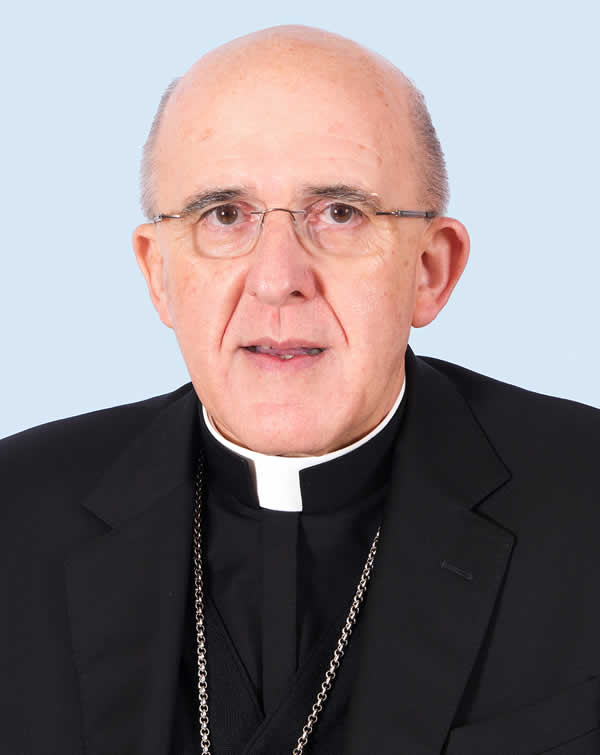
aartsbisschop Carlos Osoro Sierra

## Lijst van (aarts)bisschoppen van Madrid
- 1884–1886: Narciso Martínez Izquierdo
- 1885–1892: Ciriaco María Sancha y Hervás (ook aartsbisschop van Valencia)
- 1892–1901: José Cos y Macho (later aartsbisschop van Valladolid)
- 1901–1905: Victoriano Guisasola y Menéndez (later aartsbisschop van Valencia)
- 1905–1916: José Maria Salvador y Barrera (later aartsbisschop van Valencia)
- 1916–1922: Prudencio Melo y Alcalde (later aartsbisschop van Valencia)
- 1922–1963: Leopoldo Eijo y Garay
- 1964–1971: Casimiro Morcillo González (eerste aartsbisschop)
- 1971–1983: Vicente Enrique y Tarancón
- 1983–1994: Ángel Suquía Goicoechea
- 1994–2014: Antonio María Rouco Varela
- 2014-2023: Carlos Osoro Sierra
- sinds 2023: José Cobo Cano